# Granaty (województwo kujawsko-pomorskie)
Granaty – wieś w Polsce położona w województwie kujawsko-pomorskim, w powiecie brodnickim, w gminie Świedziebnia.

## Podział administracyjny
W latach 1975–1998 miejscowość administracyjnie należała do województwa toruńskiego.

## Demografia
Według Narodowego Spisu Powszechnego (III 2011 r.) liczyły 106 mieszkańców. Są siedemnastą co do wielkości miejscowością gminy Świedziebnia.